# Верхня Тижма
Верхня Тижма́ (рос. Верхняя Тыжма) — присілок в Кізнерському районі Удмуртії, Росія.
Населення становить 206 осіб (2010, 263 у 2002).
Національний склад (2002):
- удмурти — 89 %

Урбаноніми:
- вулиці — Зарічна, Клубна, Нова, Польова, Шанхайська